# Szarhurunuvasz
Szarhurunuvasz (vagy Szahurunuvasz, Szarkurunuvasz, Ša[r]ḫurunuwa[š], ékírásban mša-ḫu-ru-nu-wa, mŠa-ḫu?-ru?-nu?-u?-wa?-a?) Kargamis királya volt II. Murszilisz hettita király 9. uralkodási évétől, ami körülbelül i. e. 1312-es dátumot jelent. Murszilisz unokaöccse, az első karkemisi hettita király, Pijaszilisz fiatalabb fia, elődje, (…)-Szarruma öccse. II. Murszilisz évkönyvei szerint a hettita nagykirály személyesen utazott Kargamisba, hogy Halap és Kargamis új uralkodóit, Talmi-Szarrumát és Szarhurunuvaszt kinevezze a saját territóriumuk uralkodóinak.
Uralkodásáról néhány hettita-luvi nyelvű levél alapján lehet képet vázolni, ezek közt a legfontosabb a CTH#255 számú szerződés.
Nagyon hosszú ideig uralkodott, valószínűleg túlélte nagybátyja fiát, III. Hattusziliszt is. Nem tudni, hogy fia, I. Ini-Teszub mikor váltotta fel. A CTH#225 számú dokumentum a Šarḫurunuwaš végrendelete címen ismert, ebből arra lehet következtetni, hogy III. Tudhalijasz uralkodásának kezdetén még életben volt, vagy legalábbis nem sokkal előtte halálozott el. Tudhalijasz viszont i. e. 1237 körül lépett trónra, vagyis Szarhurunuvasz i. e. 1312-es hatalomra jutásától 74 évnyi távolságra! Bár az ókorban elvétve előfordul 90-100 évet megért személy (például az egyiptomi II. Pepi), mégis elég valószínűtlen ez az adat, tekintve hogy Szarhurunuvasz utódja, I. Ini-Teszub viszont III. Ammistamru ugariti király családi viszályában uralkodóként intézkedett. Ammistamru Bentesina leányát vette feleségül, majd küldte el magától. Bentesina i. e. 1265 után, III. Hattuszilisztől kapta vissza trónját és vált a hettita királyok rokonává. Ini-Teszub még 1209 előtt, III. Ammistamru életében trónra lépett. Ezért Szarhurunuvasz valószínűsíthető halálozási dátuma i. e. 1237-09 közti időszak lehetne, de nem valószínű, hogy száz év feletti életkort élt meg, ezenkívül Ini-Teszubnak is – amennyiben valóban Szarhurunuvasz fia – nagyon magas életkort kellett volna megélni.
Elképzelhető olyan verzió is, hogy két Szarhurunuvasz uralkodott egymás után, de trónváltásukról nem maradt fenn információ. Esetleg az i. e. 13. század hettita kronológiája pontosítandó.